# Inagaki (Klan)

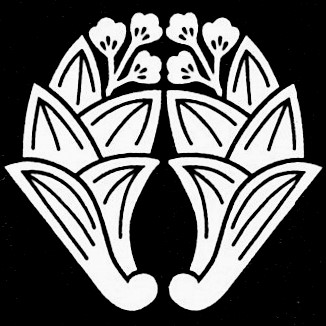
Wappen der Inagaki (Ältere Linie): Inagaki-Ingwer

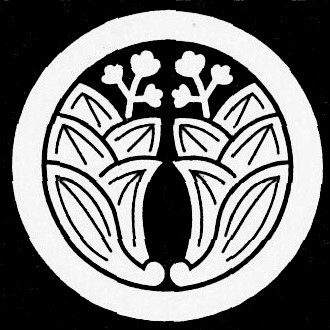
Wappen der Inagaki (Jüngere Linie): Inagaki-Ingwer im Kreis

Die Inagaki (japanisch 稲垣氏, Inagaki-shi) waren eine Familie des japanischen Schwertadels (Buke), die sich von den Seiwa-Genji ableitete.

## Genealogie
Nach Shigekata (重賢), Shigemune (重宗) und Nagashige (長茂; 1539–1612) spaltete sich die Familie in zwei Zweige auf: 
- Im älteren Zweig folgten auf Nagashige zunächst Shigetsuna (重綱; 1583–1654) und Shigemasa (重昌; 1614–1635).
  - Nagashige residierte ab 1601 in Isesaki in der Provinz Kōzuke mit einem Einkommen von 10.000 Koku, Shigetsuna ab 1616 in Fujii (Echigo, mit 20.000 Koku)[A 1], ab 1620 in Sanjō (Echigo, mit 25.000 Koku)[A 2], ab 1651 in Kariya (Mikawa, mit 23.000 Koku), Shigetomi (重富; 1673–1710) ab 1702 nur 20 Tage in Ōtaki (Kazusa, mit 25.000 Koku), bevor er nach in Karasuyama (Shimotsuke, mit 25.000 Koku) versetzt wurde. Von 1725 bis 1868 residierte dieser Zweig in Toba (Shima) mit 30.000 Koku.
  - Nach 1868 Vizegraf.

- Im jüngeren Zweig folgten auf Nagashige zunächst Shigemoto (重大) und Shigesada (重定; 1648–1707).
  - Dieser Zweig residierte von 1685 bis 1868 in einem Festen Haus (陣屋, jin’ya) in Yamakami[A 3] in der Provinz Ōmi mit 13.000 Koku.
  - Nach 1868 Vizegraf.